# Aguri Suzuki
Aguri Suzuki (Japans: 鈴木 亜久里, Suzuki Aguri) (Tokio, 8 september 1960) is een autocoureur en Formule 1-teambaas uit Japan. Suzuki was de eerste Japanner ooit met een podiumplaats in de Formule 1 en was teambaas van Super Aguri.
Suzuki begon zijn autosportcarrière in 1972 in karts. In 1979 veroverde hij de Japanse kart-titel en begon ook te racen in de Japanse Formule 3. Na een periode in touring cars maakte hij in 1986 zijn debuut in de Japanse Formule 2. Twee jaar later werd Suzuki in deze klasse kampioen en reed hij enkele races in de Formule 3000 in Europa. Aan het eind van het jaar volgde zijn debuut in de Formule 1 tijdens de Grand Prix van Australië in Adelaide met een door Larrousse ingezette Lola.
In 1989 kwam Suzuki uit voor Zakspeed dat een Japanse connectie had via Yamaha-motoren. Het seizoen werd een drama, door het hoge aantal inschrijvingen was Suzuki veroordeeld tot de pre-kwalificatie waar hij niet een keer uit wist te komen. Larrousse nam hem een jaar later weer over en 1990 werd het beste seizoen uit Suzuki's loopbaan met als hoogtepunt een derde plaats voor eigen publiek tijdens de Grand Prix van Japan op Suzuka. Dit leverde Suzuki de status van volksheld op in Japan.
Het volgende jaar, opnieuw met Lola, was een stuk minder succesvol en ook in 1992 en 1993 bij Footwork kon hij weinig indruk maken. Het seizoen 1994 beleefde Suzuki dan ook grotendeels van de zijlijn op een invalbeurt voor de geschorste Eddie Irvine na. In het seizoen 1995 deelde hij een stoeltje bij Ligier met Martin Brundle. Suzuki scoorde het laatste punt uit zijn carrière in Duitsland en beëindigde zijn Formule 1-loopbaan na een crash in de training op Suzuka.
Suzuki begon vervolgens met het opzetten van raceteams in verschillende klassen, waaronder DTM, IRL en Super GT. Eind 2005 maakte hij bekend met hulp van Honda een Formule 1-team te starten. Ondanks de korte tijd die nog restte voor het seizoen 2006 van start ging lukte het hem Super Aguri op poten te zetten, waarbij hij onder meer gebruik maakte van een aantal stokoude chassis' van het in 2002(!) failliet gegane Arrows Formule 1 team. In het jaar 2006 reed Super Aguri achteraan op de grid, maar in 2007 scoorde het team door Takuma Sato vier wk-punten. Een 8ste plaats in de grand prix van Barcelona en een zesde plaats in de grand prix van Canada waren de beste resultaten. In de winter van 2007 kon Super Aguri niet testen wegens geldgebrek vanwege het het in gebreke blijven van het sponsorgeld van hoofdsponsor SS United. Vanwege de grote onzekerheid maakt Aguri Suzuki pas een week voor de eerste race van het seizoen 2008 zijn coureurs bekend. Door het niet kunnen in testen in de winter was Super Aguri gedoemd om het seizoen achteraan op de grid te beginnen. De coureurs mochten zelfs niet crashen want de mogelijkheid was dan aanwezig dat er de volgende race geen auto beschikbaar was. Ondanks de steun van motorenleverancier Honda was Aguri Suzuki door het gebrek aan sponsoren en investeerders genoodzaakt, na nog vier races in 2008 te hebben gereden, de stekker eruit te trekken. In totaal behaalde Super Aguri in hun bestaan vier wk-punten en nam deel aan 39 grand-prix weekenden.